# Iván A. Valdespino
Iván A. Valdespino Q. (1963 ) es un botánico, pteridológo y profesor panameño. Obtuvo su doctorado durante su estancia en el Jardín Botánico de Nueva York.
El doctor Valdespino, es el especialista para el neotropico de la familia Selaginellaceae. Fue gerente del corredor Biológico mesoamericano, Actualmente es Profesor en la Universidad de Panamá, también es el curador de Helechos y Lycophytas en el Herbario de la Universidad de Panamá, También es miembro del sistema nacional de Investigación de Panamá.

## Algunas publicaciones
- j.t. Mickel, i.a. Valdespino. 1992. Five new species of pteridophytes from Oaxaca, Mexico. Brittonia 44 (3):312- 321

### Libros
- iván a. Valdespino q., dilia Santamaría e.. 1997. Evaluación ecológica rápida del Parque nacional Marino Isla Bastimentos y áreas de influencia: Isla Solarte, Swan Cay, Mimitimbi(isla Colón) y el humedal San San-Pond Sak, Procincia de Bocas del Toro. Recursos terrestres 1. Editor Asociación Nacional para la Conserv. de la Nat. 321 pp.
- ---------------------------. 1988. Estudio floristico de helechos en dos cuadrantes de Cerro Jefe, provincia de Panamá. Editor Univ. de Panamá, 123 pp.

## Eponimia
Especies
- (Lomariopsidaceae) Elaphoglossum valdespinoi Mickel[3]